# Kiryl Zinovič
Kiryl Aljaksandravič Zinovič (in bielorusso Кірыл Аляксандравіч Зіновіч?; Minsk, 5 marzo 2003) è un calciatore bielorusso, centrocampista della Dinamo Machačkala.

## Caratteristiche tecniche
È un centrocampista offensivo.

## Carriera

### Club
Cresciuto nel settore giovanile del Minsk, debutta in prima squadra il 2 maggio 2020 in occasione della partita di campionato persa per 2-5 contro il Tarpeda-BelAZ. Il 6 novembre 2020 mette a segno il suo primo gol ufficiale realizzando la rete del definitivo 4-3 contro l'Islač.
Il 2 luglio 2021 firma un contratto quinquennale coi russi della Lokomotiv Mosca. Il 25 novembre 2021 esordisce in competizioni europee, avvicendando il compagno Konstantin Maradišvili, in occasione del match di UEFA Europa League contro la Lazio. Debutta in campionato quattro giorni dopo nel match contro l'Arsenal Tula.

### Nazionale
Vanta presenze con le rappresentative giovanili bielorusse dall'Under-17 all'Under-21.
Il 14 marzo 2025 viene convocato per la prima volta in nazionale maggiore, con cui esordisce sei giorni dopo nella partita amichevole vinta per 0-5 in casa del Tagikistan.

## Statistiche

### Presenze e reti nei club
Statistiche aggiornate al 3 marzo 2022.
| Stagione        | Squadra         | Campionato      | Campionato | Campionato | Coppe nazionali | Coppe nazionali | Coppe nazionali | Coppe continentali | Coppe continentali | Coppe continentali | Altre coppe | Altre coppe | Altre coppe | Totale | Totale |
| Stagione        | Squadra         | Comp            | Pres       | Reti       | Comp            | Pres            | Reti            | Comp               | Pres               | Reti               | Comp        | Pres        | Reti        | Pres   | Reti   |
| --------------- | --------------- | --------------- | ---------- | ---------- | --------------- | --------------- | --------------- | ------------------ | ------------------ | ------------------ | ----------- | ----------- | ----------- | ------ | ------ |
| 2020            | Minsk           | VL              | 9          | 1          | KB              | 1               | 0               |                    | -                  | -                  |             | -           | -           | 10     | 1      |
| 2021            | Minsk           | VL              | 11         | 3          | KB              | 2               | 0               |                    | -                  | -                  |             | -           | -           | 13     | 3      |
| Totale Minsk    | Totale Minsk    | Totale Minsk    | 20         | 4          |                 | 3               | 0               |                    | -                  | -                  |             | -           | -           | 23     | 4      |
| 2021-2022       | Kazanka Mosca   | 2D              | 7          | 0          |                 | -               | -               |                    | -                  | -                  |             | -           | -           | 7      | 0      |
| 2021-2022       | Lokomotiv Mosca | PL              | 3          | 0          | CR              | 1               | 0               | UEL                | 1                  | 0                  | SR          | 0           | 0           | 5      | 0      |
| Totale carriera | Totale carriera | Totale carriera | 30         | 4          |                 | 1               | 0               |                    | 1                  | 0                  |             | 0           | 0           | 32     | 4      |